# Нагідки
Нагі́дки́ (Caléndula) — рід трав'янистих рослин родини айстрові (Asteraceae).

## Назва
Нагідки — похідне утворення від псл. nogьtь — «ніготь», видозмінене в результаті деетимологізації та зближення з основою год та ін.; назва зумовлена подібністю сім'янок календули до нігтів. Наукова назва calendula походить від лат. calendae — щось, що здавалося б триває вічно, цим хотіли підкреслити тривалий період цвітіння рослини, -ula — зменшувальний субстантивний суфікс. Назва роду вживається у множині, подібно до порічок, дзвоників. Інші назви роду: кро́кис, крокі́с або кале́ндула.

## Ареал
Представники роду зустрічаються на півночі Африки, у Європі, Передній Азії й до західних Гімалаїв. В Україні росте 2 види: нагідки польові й нагідки лікарські.

## Ботанічний опис
Одно- або багаторічні трави, з жовтими або помаранчевими квітами.
Кошики багатоквіткові, верхівкові; обгортка з 1-2 рядів подовжених листочків. Зовнішні квіти маточкові, з лінійною приймочкою; внутрішні квітки трубчасті, двостатеві, але безплідні, з голівчастою приймочкою.
Сім'янки розташовуються у 2-3 ряди, вони вигнуті (до кільцеподібних), гетероморфні: зовнішні відрізняються за формою та структурою поверхні від середніх та внутрішніх.

## Використання
Деякі види, наприклад, Нагідки лікарські (Calendula officinalis), належать до числа популярних декоративних та лікарських рослин. Популярні трав'яні та косметичні продукти під назвою «календула» зазвичай отримують з нагідок лікарських.

## Класифікація

### Представники
Рід налічує 12–20 видів:
- нагідки польові (Calendula arvensis L.)
- Calendula eckerleinii Ohle
- Calendula karakalensis Vassilcz.
- Calendula lanzae Maire
- Calendula maroccana (Ball) B.D.Jacks.
- Calendula meuselii Ohle
- Calendula officinalis L.
- Calendula pachysperma Zohary
- Calendula palaestina Boiss.
- Calendula stellata Cav.
- Calendula suffruticosa Vahl
- Calendula tripterocarpa Rupr.

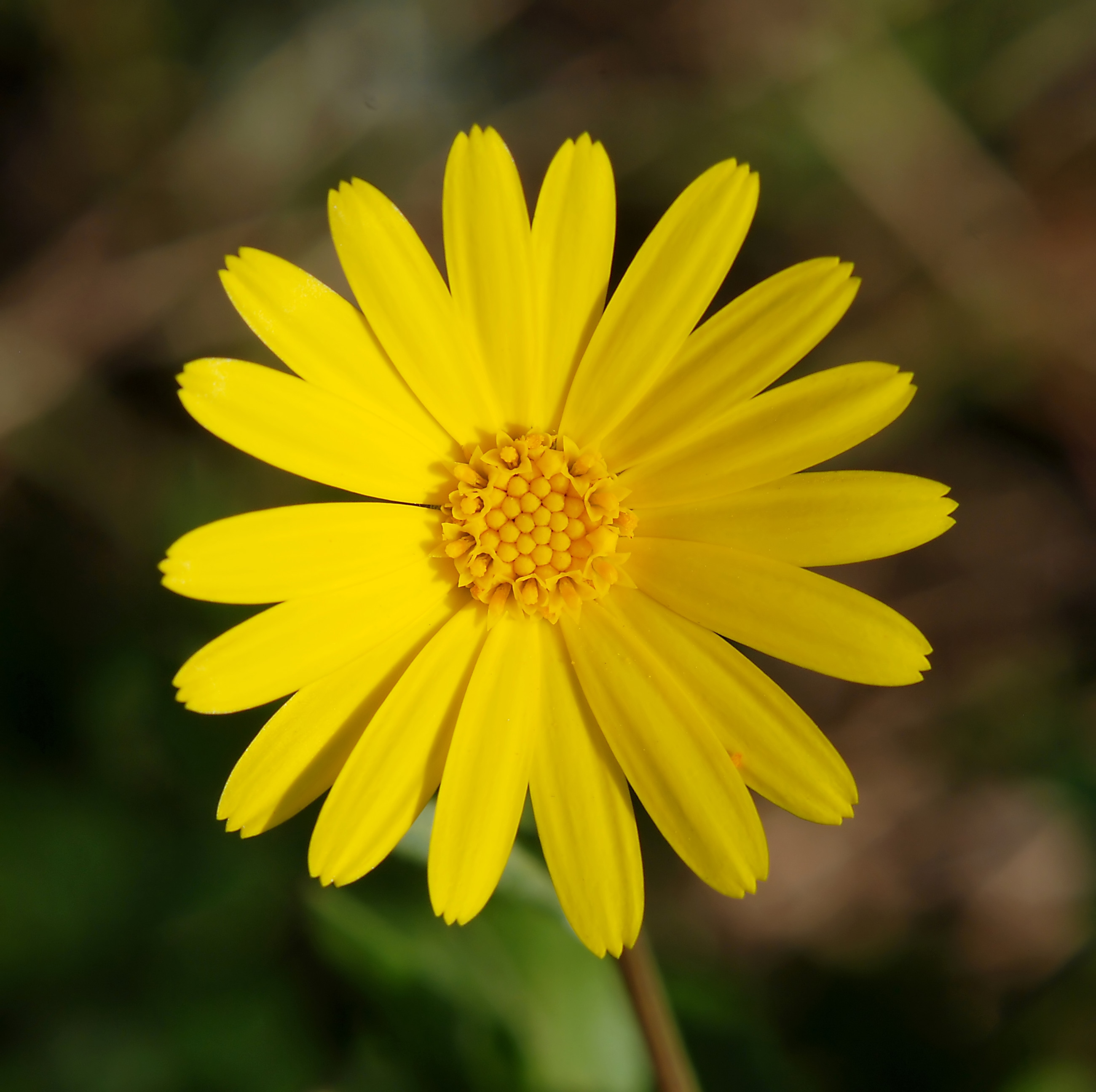
Calendula arvensis
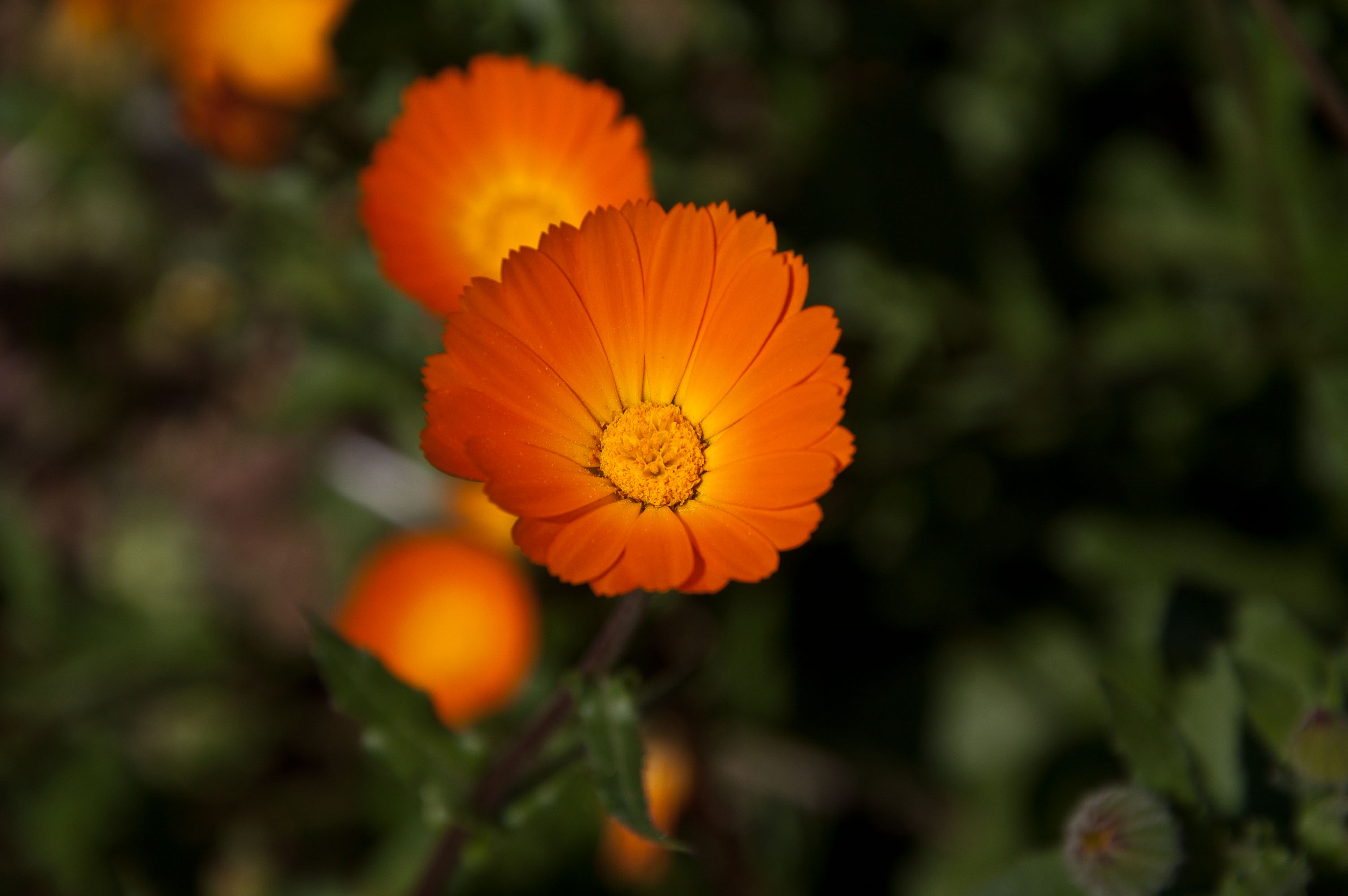
Calendula suffruticosa
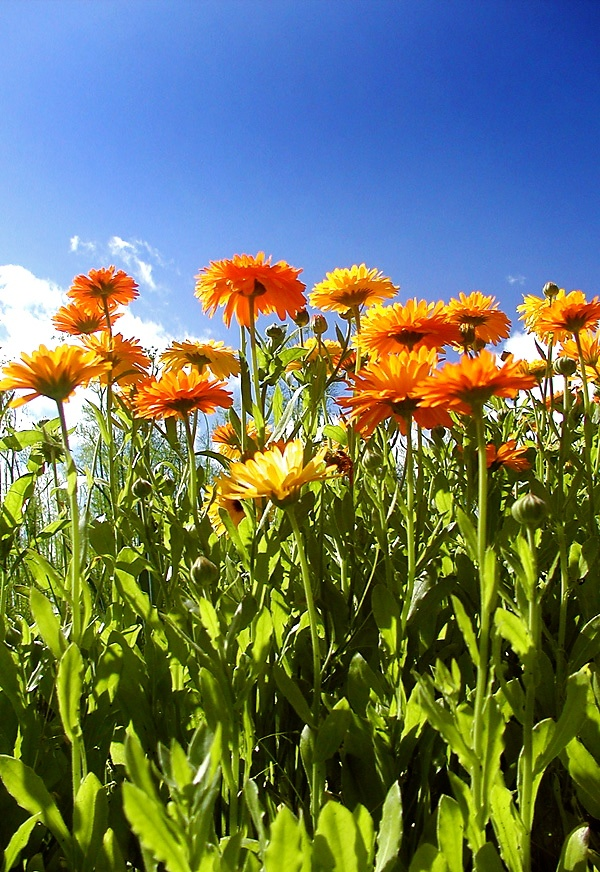
Calendula officinalis
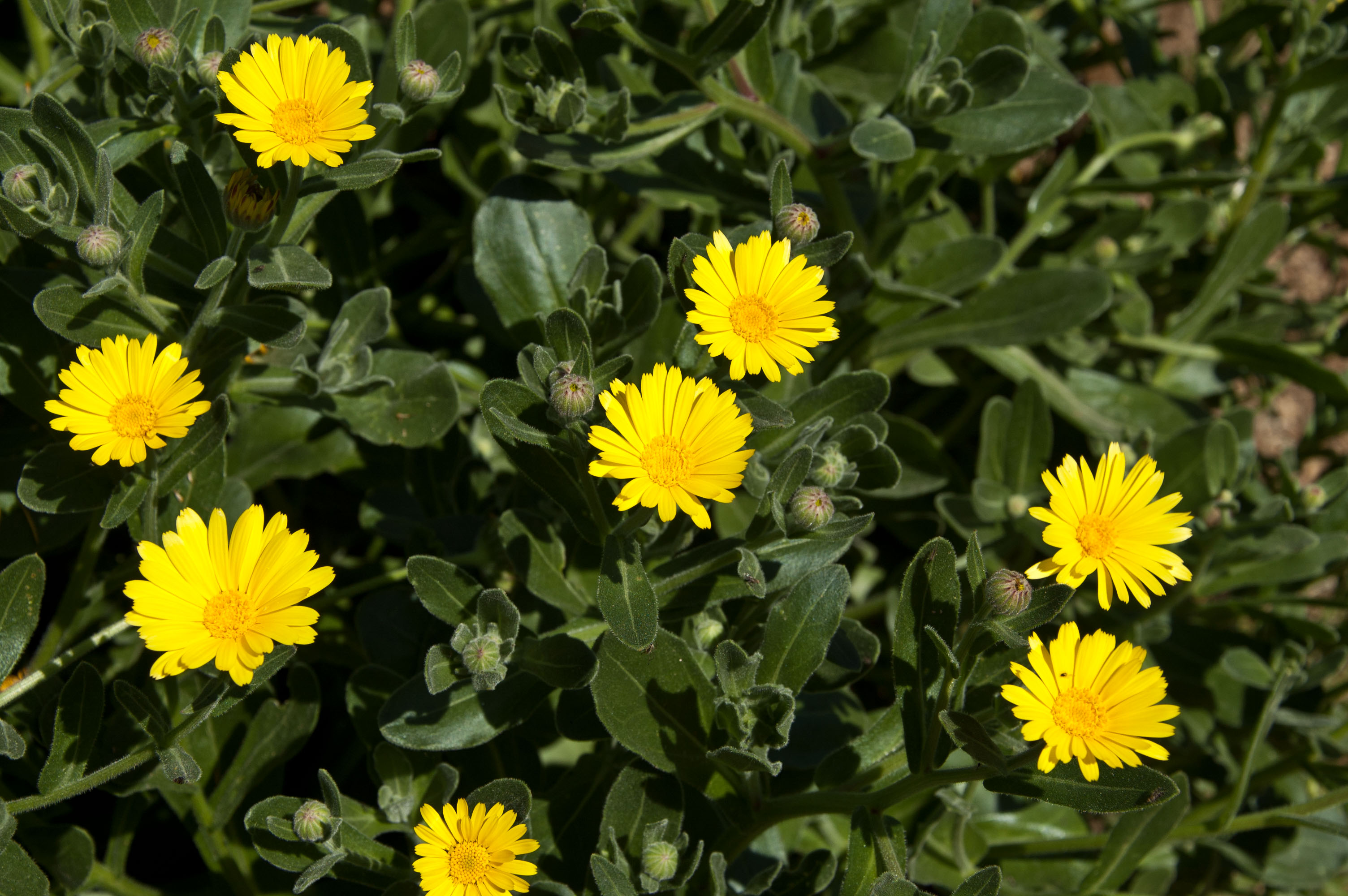
Calendula maritima
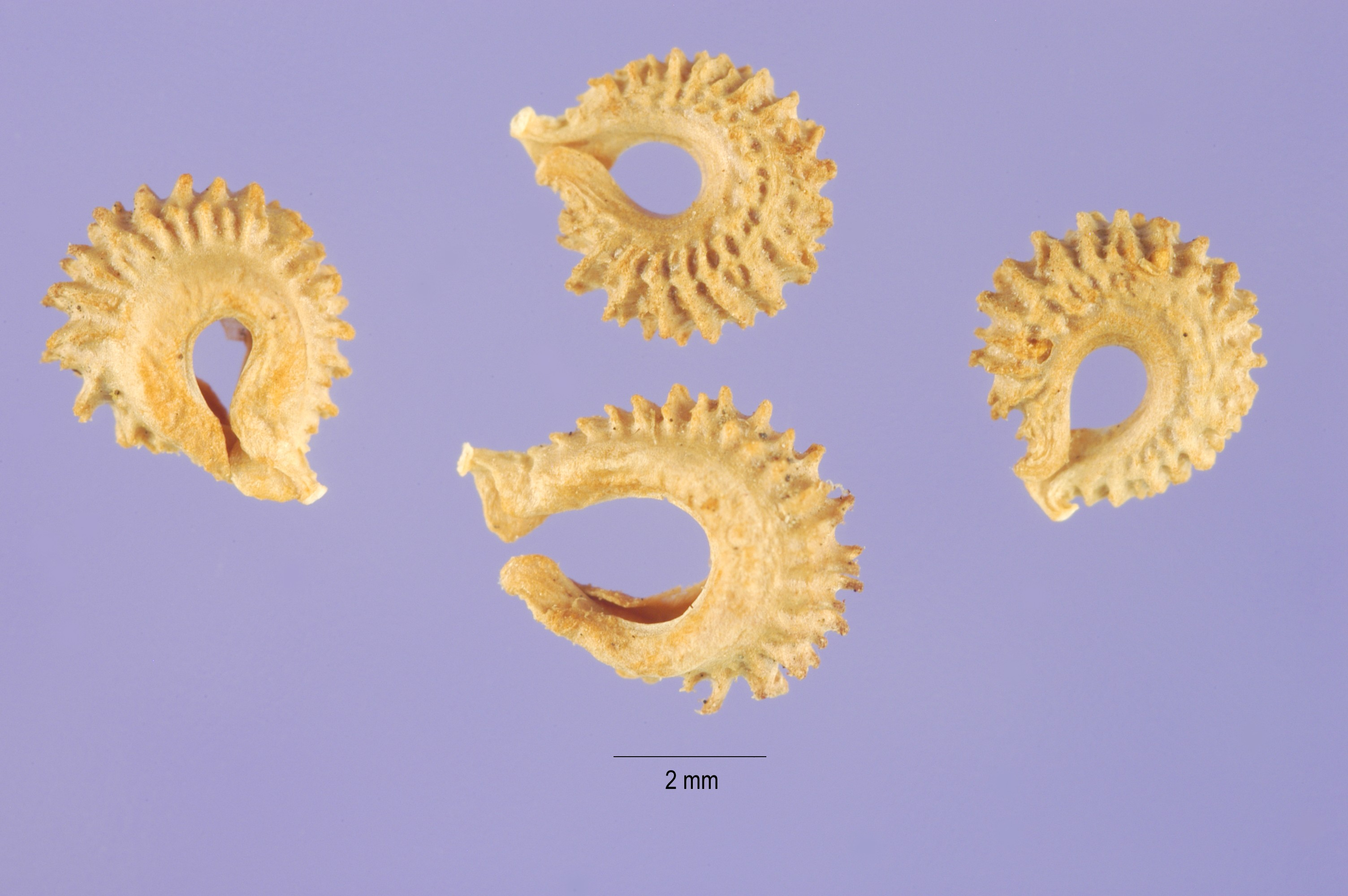
Насіння Calendula arvensis